# Октябрська сільська рада (Ленінський район)
Октя́брська сільська́ ра́да — адміністративно-територіальна одиниця та орган місцевого самоврядування в Ленінському районі Автономної Республіки Крим. Адміністративний центр — село Октябрське.

## Загальні відомості
- Населення ради: 1 479 осіб (станом на 2001 рік)

## Населені пункти
Сільській раді підпорядковані населені пункти:
- с. Октябрське

## Склад ради
Рада складається з 16 депутатів та голови.
- Голова ради: Кулик Володимир Павлович

### Керівний склад попередніх скликань
| Прізвище, ім'я, по батькові | Основні відомості                                                                     | Дата обрання | Дата звільнення |
| --------------------------- | ------------------------------------------------------------------------------------- | ------------ | --------------- |
| Кулик Володимир Павлович    | Сільський голова, 1951 року народження, освіта середня загальна, член Партії регіонів | 26.03.2006   | 31.10.2010      |
| Кулик Володимир Павлович    | Сільський голова, 1951 року народження, освіта середня загальна, член Партії регіонів | 31.10.2010   |                 |

Примітка: таблиця складена за даними сайту Верховної Ради України

### Депутати
За результатами місцевих виборів 2010 року депутатами ради стали:

#### За суб'єктами висування
| Суб'єкт висування | Кількість обраних депутатів | %    |
| ----------------- | --------------------------- | ---- |
| Партія регіонів   | 13                          | 81,3 |
| Самовисування     | 3                           | 18,8 |

#### За округами
| № округу        | Прізвище, ім'я, по батькові       | Дата визнання обраним | Освіта             | Партійна приналежність | Відомості про обраного депутата                         |
| --------------- | --------------------------------- | --------------------- | ------------------ | ---------------------- | ------------------------------------------------------- |
| Партія регіонів |                                   |                       |                    |                        |                                                         |
| 1               | Яковенко Анатолій Олександрович   | 04.11.2010            | вища               | член Партії регіонів   | ЦБС, технічний працівник                                |
| 2               | Лупінос Анатолій Миколайович      | 04.11.2010            | середня спеціальна | член Партії регіонів   | приватний підприємець                                   |
| 3               | Водоп'янов Михайло Анатолійович   | 04.11.2010            | середня            | член Партії регіонів   | пенсіонер                                               |
| 4               | Чорноморець Федір Федорович       | 04.11.2010            | середня            | член Партії регіонів   | колективне фермерське господарство «Горизонт», директор |
| 6               | Лупінос Любов Іванівна            | 04.11.2010            | середня спеціальна | член Партії регіонів   | тимчасово не працює                                     |
| 7               | Муратова Оксана Володимирівна     | 04.11.2010            | вища               | член Партії регіонів   | Октябрська загальноосвітня школа, вчитель               |
| 8               | Позднякова Раїса Степанівна       | 04.11.2010            | середня спеціальна | член Партії регіонів   | Октябрська сільська рада, секретар                      |
| 10              | Сецько Ірина Василівна            | 04.11.2010            | середня спеціальна | член Партії регіонів   | Октябрська сільська рада, бухгалтер                     |
| 12              | Сісак Василь Васильович           | 04.11.2010            | середня спеціальна | позапартійний          | пенсіонер                                               |
| 13              | Кулік Євген Володимирович         | 04.11.2010            | вища               | член Партії регіонів   | Чорноморнафтогаз, помічник капітана                     |
| 14              | Загребельна Олена Володимирівна   | 14.11.2010            | середня            | позапартійна           | ПП «Іванович», головний бухгалтер                       |
| 15              | Фесенко Ніонель Василівна         | 04.11.2010            | вища               | член Партії регіонів   | Октябрська загальноосвітня школа, директор              |
| 16              | Джанбек Антон Якимович            | 04.11.2010            | вища               | член Партії регіонів   | пенсіонер                                               |
| Самовисування   |                                   |                       |                    |                        |                                                         |
| 5               | Барган Ольга Вікторівна           | 11.11.2012            | вища               | член Партії регіонів   | Октябрська ЗОШ, вчитель                                 |
| 9               | Соколенко Володимир Володимирович | 04.11.2010            | середня            | позапартійний          | ПП «Дюрок», директор                                    |
| 11              | Вагапов Шевкет                    | 04.11.2010            | середня спеціальна | позапартійний          | пенсіонер                                               |